# Лобода, Михаил Васильевич
Михаил Васильевич Лобода (род. 7 сентября 1940, село Пристайлово, Сумская область) — советский и украинский политик; народный депутат Украины. Президент Всеукраинской ассоциации физиотерапевтов и курортологов (с 1987). Первый вице-президент Всемирной федерации водолечения и климатолечения.

## Образование
Харьковский медицинский институт, педиатрический факультет (1963). Высшая партийная школа при ЦК КПУ. Доктор медицинских наук (с 1992), профессор (с 1997), член-корреспондент Академии медицинских наук Украины (с ноября 2003).
Автор (соавтор) более 100 научных трудов.

## Трудовая деятельность
- 1963 — 1966 — врач-педиатр, врач-методист, заместитель главного врача Лебединской районной больницы.
- 1966 — 1969 — аспирант, 1969-1973 — ассистент кафедры госпитальной педиатрии Харьковского медицинского института.
- 1973 — 1976 — начальник отдела — заместитель начальника управления лечебно-профилактической помощи детям и матерям, 1976 — 1987 — начальник Главного управления специализированных санаториев Министерства здравоохранения Украины.
- 1987 — 1992 — председатель Украинского республиканского совета по управлению курортами профсоюзов.
- 1992 — 2002 — председатель правления ЗАО лечебно-оздоровительных заведений профсоюзов Украины «Укрпрофздравница».

Народный депутат Украины 4-го созыва с 14 мая 2002 к 25 мая 2006 от Коммунистической партии Украины, № 30 в списке. На время выборов: председатель правления ЗАО «Укрпрофздравница», беспартийный. Член фракции коммунистов (с мая 2002). Первый заместитель председателя Комитета по вопросам здравоохранения, материнства и детства (с июня 2002).
Март 2006 — кандидат в народные депутаты Украины от Коммунистической партии Украины, № 30 в списке. На время выборов: народный депутат Украины, беспартийный.

## Награды
Лауреат Государственной премии Украины в области науки и техники (2006). Заслуженный врач Украины. Ордена Трудового Красного Знамени, «Знак Почета».